# Kaundorf (Wüstung)
Kaundorf ist eine Wüstung auf dem Gebiet des Truppenübungsplatzes Grafenwöhr. Sie gehört zum Gemeindegebiet der Stadt Grafenwöhr.

## Geschichte
Chawendorf wurde erstmals im Jahr 1300 erwähnt. 
Das bayerische Urkataster zeigt Kaundorf in den 1810er Jahren als einen Weiler mit acht Gehöften.
Die Gemeinde wurde 1818 durch ein bayerisches Gemeindeedikt errichtet, ihr gehörten auch die Orte Dorfgänlas, Fronhof, Hebersreuth, Sommerhau und Zeltenreuth an. 1933 hatte die Gemeinde 338 Einwohner. Die Absiedlung und Auflösung der Gemeinde erfolgte 1938/39 (nachträglich durch Bekanntmachung des Bayerischen Staatsministerium des Innern vom 22. August 1951 verfügt). Die ehemalige Gemeinde gehört zum Kerngebiet des Truppenübungsplatzes Grafenwöhr. Das seit 1939 gemeindefreie Gebiet wurde am 1. Juli 1978 in die Stadt Grafenwöhr eingegliedert.